# Amblyopone mutica
Amblyopone mutica é uma espécie de formiga do gênero Amblyopone.